# Ombitaswir
Ombitaswir (łac. ombitasvirum) –  wielofunkcyjny organiczny związek chemiczny, inhibitor NS5A, stosowany w leczeniu wirusowego zapalenie wątroby wywołanego przez wirusa HCV.

## Mechanizm działania
Ombitaswir działa na białko NS5A, które jest białkiem niestrukturalnym wirusa HCV i które jest kluczowe w procesie replikacji RNA i formowania wirionów. 

## Zastosowanie
- przewlekłe wirusowe zapalenie wątroby typu C u dorosłych w skojarzeniu z innymi lekami przeciwwirusowymi[1][3]

Ombitaswir znajduje się na wzorcowej liście podstawowych leków Światowej Organizacji Zdrowia (WHO Model Lists of Essential Medicines) (2017).
Ombitaswir jest dopuszczony do obrotu w Polsce (2018).

## Działania niepożądane
Nie są znane działania uboczne ombitaswiru w monoterapii, natomiast w skojarzeniu z parytaprewirem, rytonawirem i dazabuwirem jedynym działaniem ubocznym występującym u powyżej 1% leczonych był świąd. 